# Маюко Іваса
Маюко Іваса (яп. 岩佐 真悠子, Iwasa Mayuko) — колишня японська артистка, модель і актриса. Її представляє Platinum Production. Серед численних інших появ на телебаченні та в кіно вона зіграла головну роль в екранізації роману Каоруко Хімено «Джунан» (受難, «Пристрасть»).

## Кар'єра
Іваса було обрано Міс журналу 2003 року. У березні 2005 року її було нагороджено премією Графа, 42-й церемонією вручення премії «Золота стріла» (2004).
У червні 2005 року Іваса записала пісню під назвою «Katte ni Shinryakusha» («Загарбник по-моєму») в дуеті з Наойя Огава. Ця пісняч з'явилися на Music Station і Pop Jam. Також Іваса була у драмі Gal Circle у ролі Ріки, дівчини гангуро, яка обманює своїх друзів за гроші. У 2013 році вона зіграла головну роль у фільмі «Джунан» Junan受難, («Пристрасть»), екранізації роману Каоруко Хімено про жінку, у якої біля статевих органів виростає розмовне обличчя після звернення до Бога про допомогу.
1 жовтня 2020 року Іваса  оголосила, що вирішила піти з індустрії розваг і розпочати нову кар’єру медсестри.

## Фільмографія

### Фільми
- Сайонара Мідорі-чан (2004)
- Космічна поліція (2004)
- Shibuya Kaidan: Sa-chan no Toshi Densetsu (2004)
- Курка Дека (2004)
- Умеку Хайсуйкан (2004)
- Omoi no Iro (2004)
- Swing Girls (2004) - Chie
- Дівчина Ейнштейна (2005)
- Космічна поліція (2005)
- Цукор і спеції: Fumi zekka | Shuga & Supaisu Fumi Zekka (2006) — Йоко
- Різьблений 2 | Kuchisake-onna 2 (2008) - Юкі Савада
- Kujira: Gokudo no Shokutaku (2009)
- Красива жіноча пантера: тіло снайпера | Utsukushiki mehyo: Body sniper (2010)
- Tensou Sentai Goseiger повертається! Остання епопея (2011)
- Koitani Bashi: La Vallee de l'amour (2011)[4]
- MILOCRORZE - A Love Story (2012) - Юкіне
- Актриса (2012) - Акарі Хадзукі
- Шинобідо (2012)
- Хунан (Junan, Пристрасть) (2013) - Франческо [2]
- 009-1: Кінець початку (2013)
- Cult (яп. カルト, Karuto)  (2013) - Маюко Іваса[5]
- Її онука (2015)[6]

### Телефільми
| Рік  | Назва                                                                    | Роль             | Канал   |
| ---- | ------------------------------------------------------------------------ | ---------------- | ------- |
| 2006 | Детектив Конан: письмовий виклик Кудо Шінічі                             | Соноко Сузукі    | YTV     |
| 2006 | Сенгоку Джіейтай                                                         | Осен             | НТВ     |
| 2007 | Детектив Конан: Кудо Шінічі повертається! Розборки з Чорною організацією | Соноко Сузукі    | НТВ     |
| 2008 | Hanazakari no Kimitachi e SP                                             | Хібарі Ханаясікі | Fuji TV |
| 2008 | Директор першокурсника                                                   |                  | TBS     |

### Телевізійні драми
| Рік  | Назва                                     | Роль                                    |
| ---- | ----------------------------------------- | --------------------------------------- |
| 2004 | Supēsu Porisu                             |                                         |
| 2005 | Сайонара Мідорі-чан                       |                                         |
| 2005 | Дівчина Ейнштейна                         | Дівчина Ейнштейна                       |
| 2005 | Ganbatte Ikimasshoi (серіал)              | Таеко «Дакко» Кікучі (невідомі епізоди) |
| 2005 | Seishun no mon: Chikuhō hen (міні-серіал) | Студентка Тагава Чугаку                 |
| 2006 | детектив Конан                            | Соноко Сузукі                           |
| 2006 | Цукор і спеції                            | Йоко                                    |
| 2006 | Gal Circle (серіал)                       | Ріка                                    |
| 2006 | Нодам Кантабіле                           | Рейна Ісікава                           |
| 2007 | Hanazakari no Kimitachi e                 | Ханаясікі Хібарі                        |
| 2007 | Пекельна дівчина                          | Нацуко Юкі                              |
| 2007 | Гра «Брехун».                             | Ішида Ріє                               |
| 2008 | Kuchisake-Onna 2 The Scissors Massacre    | Юкі Савада                              |
| 2009 | Mei-chan no Shitsuji                      | Рюондзі Ізумі                           |
| 2010 | Смутник                                   | Огі Макіко                              |
| 2011 | Hanazakari no Kimitachi e                 | Ханаясікі Хібарі                        |
| 2013 | Культ                                     | Маюко Іваса (сама)                      |
| 2013 | 009-1: Кінець початку                     | Мілен Хоффман                           |